# Thysanote rastrelligeri
Thysanote rastrelligeri is een eenoogkreeftjessoort uit de familie van de Lernaeopodidae. De wetenschappelijke naam van de soort is voor het eerst geldig gepubliceerd in 1961 door Rangnekar.